# Животът е прекрасен (филм, 1946)
 Тази статия е за американския филм „Животът е прекрасен“ на Франк Капра.  За други значения вижте Животът е прекрасен.  
„Животът е прекрасен“ (на английски: It's a Wonderful Life) е американски драматичен фентъзи филм, излязъл по екраните през 1946 година, режисиран от Франк Капра с участието на Джеймс Стюарт, Дона Рийд, Лайънъл Баримор и Хенри Травърс в главните роли. Сценарият, написан от Франсис Гудрич, Албърт Хакет и Джо Суерлинг, е адаптация по разказа „Най-големият подарък“ на писателя Филип Ван Дорън Щерн. Въпреки разочароващите финансови резултати при излизането си, филмът постепенно се превръща в едно от най-обичаните произведения на Америка. През 1990 година, филмът е избрани като културно наследство за опазване в Националния филмов регистър към Библиотеката на Конгреса на САЩ. Авторитетното списание Empire включва заглавието в списъка си „500 най-велики филма за всички времена“.

## Сюжет
Филмът разказва историята на Джордж Бейли (Стюърт), обезсърчен бизнесмен обхванат от тежки мисли за самоубийство в навечерието на Коледа. В този тежък момент му се явява неговият ангел-хранител, който му показва как би изглеждал изминалия живот в случай, че Бейли не съществуваше.

## В ролите
| Изпълнител      | Роля              |
| --------------- | ----------------- |
| Джеймс Стюарт   | Джордж Бейли      |
| Дона Рийд       | Мери Хеч          |
| Лайънъл Баримор | Хенри Потър       |
| Хенри Травърс   | Кларънс           |
| Томас Мичел     | чичо Били Бейли   |
| Бюла Бонди      | Ма Бейли          |
| Франк Фейлън    | Ърни Бишъп        |
| Уорд Бонд       | Бърт              |
| Глория Греъм    | Вайолет Бик       |
| Х.Б. Уорнър     | г-н Гоуър         |
| Тод Карнс       | Хари Бейли        |
| Франк Албертсън | Сам Уейнрайт      |
| Самюел Хиндс    | Питър Бейли       |
| Мери Трийн      | ратовчедката Тили |
| Лилиън Рандолф  | Ани               |
| Вирджиния Патън | Рут Бейли         |

## Награди и Номинации
„Животът е прекрасен“ е сред основните заглавия на 19-ата церемония по връчване на наградите „Оскар“, където е номиниран за отличието в 5 категории, включително за „най-добър филм“. Не спечелва нито една статуетка, но американският филмов институт го поставя на първо място в класацията си за най-вдъхновяващи филми. Все пак, Франк Капра е удостоен с награда „Златен глобус“ за най-добър режисьор.

## В България
В България филмът е излъчен по Първа програма на Българската телевизия с български дублаж, преведен като „Този прекрасен живот“, които участват Гинка Станчева, Станислав Пищалов и Даниел Цочев.